# Lugazi
Lugazi – miasto w południowej Ugandzie. Według danych na rok 2011, w mieście mieszkało około 36 tys. osób.